# 大力士星
大力士星（英語：5143 Heracles）是一颗围绕太阳公转的水星穿越小行星。1991年11月7日，卡罗琳·舒梅克在帕洛马山发现了此天体。
小行星以希腊神话中的半神英雄海格力斯命名。海格力斯（希臘語：Ηρακλής，引申自「赫拉」和kleos「榮耀」，即赫拉克勒斯稱為赫拉的榮耀，轉寫：Heracles，也作「赫剌克勒斯」、「海格（克）力（利）斯（士）」）
这颗小行星的绝对星等为10.95等。